# Kim Yong-ik
Kim Yong-ik (kor. 김용익; ur. 17 maja 1947) – północnokoreański judoka. Brązowy medalista olimpijski z Monachium.
Zawody w 1972 były jego jedynymi igrzyskami olimpijskimi. Po brąz sięgnął w wadze lekkiej, do 63 kilogramów.